# Le Champ-Saint-Père
Le Champ-Saint-Père è un comune francese di 1 654 abitanti situato nel dipartimento della Vandea nella regione dei Paesi della Loira.

## Società

### Evoluzione demografica
Abitanti censiti